# Hjalmar Gustafson (1883–1961)
Hjalmar Albin Gustafson, född 27 maj 1883 i Stockholm (Maria Magdalena), död 10 oktober 1961 i Stockholm (Gustav Vasa), var en svensk journalist och socialdemokratisk politiker, en kortare tid även riksdagsledamot.
Hjalmar Gustafson var son till grovarbetare Carl Gustafson och Amalia Dure och blev medarbetare i tidningen Folket 1905 och i Social-Demokraten från 1910.
I Stockholms stadsfullmäktige var han ledamot 1919–1932 och han var stadsfullmäktiges representant i Stockholmssystemet och Frihamnsbolaget i respektive elva och tio år samt hade en rad andra kommunala uppdrag. Han tillhörde också riksdagens andra kammare 1921. Under 17 år var han styrelseledamot i Stockholms arbetarekommun där han bland annat var ordförande och sekreterare. Han var också engagerad i Svenska Journalistföreningen där han under en tid var vice ordförande.
Han var gift två gånger, första gången 1912–1934 med redaktören och politikern Ruth Gustafson (1881–1960). Andra gången gifte han sig 1935 med Ingrid Klingblom (1889–1957). Han hade två barn i första äktenskapet, Arne Gustafson (1906–1954), förste styrman vid Johnsonlinjen, och Vanja Lantz (1911–1992), översättare som fick Elsa Thulins översättarpris 1988, gift med banktjänsteman Åke Lantz.
Hjalmar Gustafson är begravd på Stockholms norra begravningsplats med sin andra hustru.